# Abercronk
Abercronk, nekadašnje indijansko selo koje se nalazilo u sjeverozapadnoj Indijani na području današnjeg sjeveroistočnog dijela okruga Porter, na jezeru Michigan. Poznato je iz Houghove mape u Indiana Geol. Rep. iz 1883. Prema mišljenu Hodgea možda (nije sigurno) je pripadalo Potawatomima, jednom plemenu iz skupine algonquian.
Na Sultzmanovom popisu ovo selo vodi se kao potawatomsko